# الدوري الإماراتي 1975–76
النسخة الثالثة من الدوري الإماراتي. ارتفع عدد المشاركين في هذه البطولة إلى 10 فرق بدلًا من 6 في الموسم السابق ولكن النصر انسحب قبل بداية الموسم.

شهد هذا الموسم المشاركة الأولى للعين الذي حل وصيفًا للأهلي الذي أحرز أول ثنائية في تاريخ الإمارات باحتفاظة باللقب رغم منافسة العين القوية.